# Trnjaci, Bijeljina
Trnjaci so naselje v občini Bijeljina, Bosna in Hercegovina. 

## Deli naselja
Čelić Mahala, Dobra Voda, Novakovića Mahala, Topolice in Trnjaci. 

## Prebivalstvo
| Pregled števila prebivalcev po letih | Pregled števila prebivalcev po letih | Pregled števila prebivalcev po letih | Pregled števila prebivalcev po letih | Pregled števila prebivalcev po letih | Pregled števila prebivalcev po letih |
| ------------------------------------ | ------------------------------------ | ------------------------------------ | ------------------------------------ | ------------------------------------ | ------------------------------------ |
| 1948                                 | 1953                                 | 1961                                 | 1971                                 | 1981                                 | 1991                                 |
| -                                    | -                                    | -                                    | 692                                  | 632                                  | 639                                  |

| Narodna sestava prebivalstva po letih                                                                                      | Narodna sestava prebivalstva po letih                                                                                        | Narodna sestava prebivalstva po letih                                                                                       |
| --- | --- | --- |
| 1971 | 1981 | 1991 |
| . skupaj: 692 Srbi 687 (99,27 %) Hrvati 1 (0,14 %) Muslimani 1 (0,14 %) Jugoslovani 1 (0,14 %) drugi in neznano 2 (0,28 %) | . skupaj: 632 Srbi 529 (83,70 %) Hrvati 2 (0,31 %) Muslimani 1 (0,15 %) Jugoslovani 46 (7,27 %) drugi in neznano 54 (8,54 %) | . skupaj: 639 Srbi 618 (96,71 %) Hrvati 1 (0,15 %) Muslimani 1 (0,15 %) Jugoslovani 13 (2,03 %) drugi in neznano 6 (0,93 %) |